# Dodecyltrimethylammoniumchlorid
Dodecyltrimethylammoniumchlorid ist eine chemische Verbindung aus der Gruppe der Quartären Ammoniumverbindungen.

## Gewinnung und Darstellung
Für die Darstellung von Dodecyltrimethylammoniumchlorid gibt es im Wesentlichen zwei Wege. Durch Umsetzung von Dodecylamin mit Formaldehyd und Ameisensäure erhält man N,N-Dimethyldodecylamin, das sich durch Methylierung mit Methyliodid zum Dodecyltrimethylammoniumchlorid quaternisieren lässt. Alternativ lässt sich 1-Dodecanol (Lautylalkohol) mit Thionylchlorid in Gegenwart von Pyridin in das 1-Chlordodecan überführen, das anschließend mit Trimethylamin zum Dodecyltrimethylammoniumchlorid umgesetzt wird.

## Eigenschaften
Dodecyltrimethylammoniumchlorid ist ein weißer Feststoff, der löslich in Wasser ist.

## Verwendung
Dodecyltrimethylammoniumchlorid ist ein kationisches Alkyltrimethylammoniumchlorid-Tensid, welches durch eine Mizellisierung wasserlöslich gemacht werden kann. Es wird hauptsächlich zur Denaturierung von Proteinen verwendet. Es hat breite Anwendung in den Bereichen Chemie und Biologie, Medizin etc., und wurde in den letzten Jahren erfolgreich in der klinischen Untersuchung in Krankenhäusern als Hauptreagenz für die Hämolyse von roten Blutkörperchen und die Klassifizierung von drei weißen Blutkörperchen hergestellt.